# Powiat myślenicki (Galicja)
Powiat myślenicki – dawny powiat kraju koronnego Królestwo Galicji i Lodomerii, istniejący w latach 1867–1918.
Siedzibą c.k. starostwa były Myślenice. Powierzchnia powiatu w 1879 roku wynosiła 11,3366 mil kw. (652,31 km²), a ludność 78 214 osób. Powiat liczył 71 osad, zorganizowanych w 68 gmin katastralnych.
Na terenie powiatu działały 3 sądy powiatowe – w Myślenicach, Jordanowie i Makowie.

## Starostowie powiatu
- Aleksander Zborowski (1871–1879)
- Antoni Vitali (1882)
- Eugeniusz Beneszek (1890)
- Ludzimił Trzaskowski (od ok. 1907 do ok. 1914)[1][2][3][4][5][6][7][8]
- Władysław Grodzicki (od ok. 1914, podczas I wojny światowej)[9][10]

## Komisarze rządowi
- Karol Hess (1871)
- Władysław Pizar (1879)